# Programas de apresentação

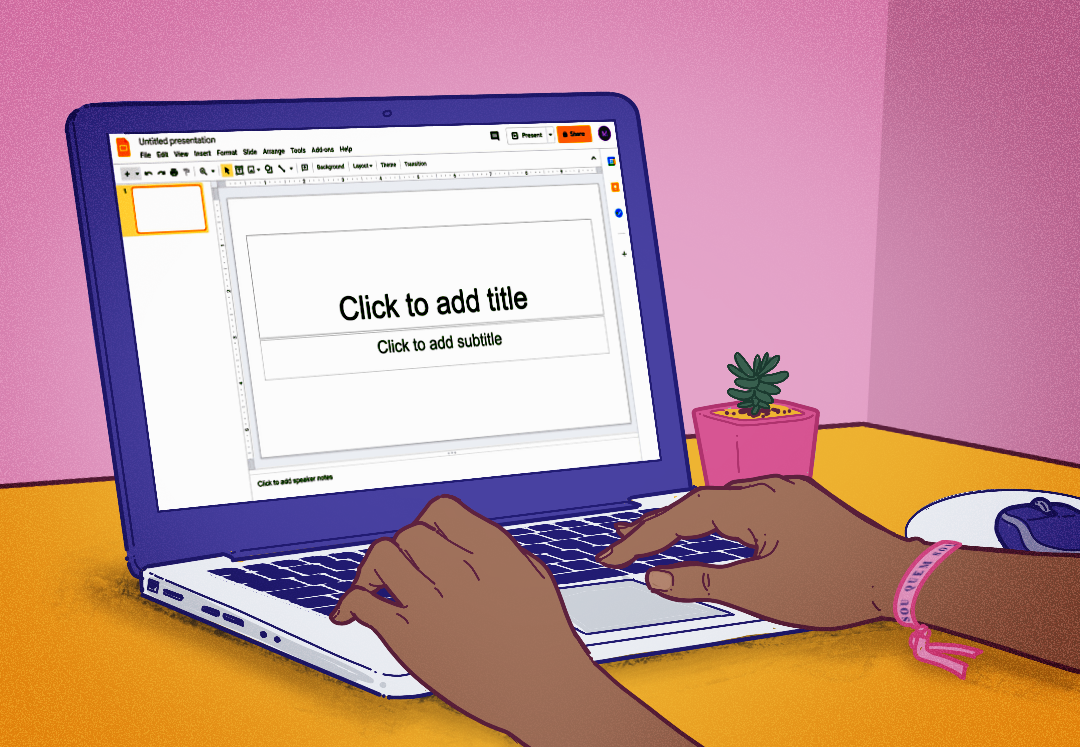
Aqui um exemplo de uma tela inicial de um programa de apresentação de slides para montar apresentações.

Os programas de apresentação, softwares de apresentação ou editores de apresentação correspondem um tipo de programa de computador que tem por objetivo geração e edição de apresentação utilizando meios digitais.
Exemplos são:
- Microsoft PowerPoint
- Google Slides
- Corel Presentations
- Google Docs
- CustomShow
- Harvard Graphics (obsoleto)
- IBM Lotus Freelance Graphics (obsoleto)
- Kingsoft Presentation
- Libre Office Impress (código aberto)
- OpenOffice.org Impress (código aberto)
- SlideRocket
- Presentista
- PresentiaFX
- Prezi
- Apple Keynote